# Charles Adda
Pour les articles homonymes, voir Adda (homonymie).
Charles Adda est un architecte français né le 12 juillet 1873 à Alger et mort le 9 avril 1938 à Prêtreville.

## Biographie
Après avoir songé à faire carrière dans la Marine, ses dons de dessinateur l'incitent à s'orienter vers l'architecture. Arrivé à Paris en 1893, il entre, l'année suivante, aux Beaux-Arts dans l'atelier de Victor Laloux, l'architecte de la gare d'Orsay. Il obtient son diplôme en 1901. Présenté par Laloux à Ernest Sanson, il rejoint l'équipe de l'architecte pour la construction du Palais rose édifié pour Anna Gould et Boni de Castellane en réalisant notamment des esquisses et dessins de la réplique à l'identique de l'escalier des Ambassadeurs du château de Versailles, "clou" de cet hôtel particulier aujourd'hui démoli. Charles Adda fait bientôt partie de la dernière génération de ces architectes regroupés par commodité sous l'appellation de « néo-classiques ». Sa rencontre décisive avec le duc de Quincey l’amène à construire de luxueux hôtels particuliers pour une clientèle aux noms illustres : comtesse Greffulhe, duc de Gramont (cf documentation in Connaissance des Arts, novembre 1963), Georges Bernheim (marchand d’art), Jeanne Paquin (couturière), Lucien Kahn (banquier). Parallèlement, de 1903 à 1914, il conçoit de nombreux immeubles de rapport, le plus souvent dans l’Ouest parisien. Si les références décoratives de ces constructions sont traditionnelles, la distribution intérieure de l’espace est quant à elle très moderne.
Entre 1919 et 1920, architecte attitré de la Société d'encouragement des champs de course, il modifie et agrandit la tribune du pavillon de l'hippodrome de Longchamp. En béton armé, édifiée par la Société Hennebique, il conserve les tours et le socle aux baies ovales du bâtiment initial mais la modernise par un large auvent de béton armé la dominant. Ainsi sont supprimés les supports qui pouvaient nuire au suivi des courses. Il construit également des tribunes pour le champ de course de Chantilly et réalise des aménagements d'importance pour ceux du Tremblay et de Deauville. Dans cette ville il édifie plusieurs villas de style régionaliste, ainsi que l’une de ses œuvres majeures : l’élégant établissement de bains de mer dit «Bains pompéiens» (1923-4), d’un modernisme tempéré, qui associe aux formes pures du béton la polychromie des mosaïques (maison Gentil & Bourdet).
Entre 1928 et 1934, il conçoit, dans le plus pur style art déco, l’installation et l’agencement de nombreuses succursales de la société de confection « Les Cent Mille Chemises » fondée par Maurice Schwob, ainsi que des magasins de chaussures "Raoul" (en France et à l’étranger). Maîtrisant parfaitement le code urbain des façades commerciales, il apporte un soin extrême à la mise en scène de la devanture, au lettrage et à la signalétique des magasins. L’aménagement intérieur est sobre, privilégiant la circulation, la marchandise y est mise en valeur.
Associé à son fils Raymond depuis 1932 [voir fonds 228 Institut Français d'Architecture], il signe avec lui les décors et illuminations des "Fêtes de nuit de Longchamp" (1934-1938). Malade depuis plusieurs années, Charles Adda meurt assassiné de deux coups de revolver au manoir du Coudray à Prêtreville le 9 avril 1938 (Voir le Journal L'Ouest-Eclair du 10 avril 1938). 
Le 9 novembre 2013, la mairie de Deauville lui rend hommage en apposant une plaque à sa mémoire à l'entrée principale des Bains, place Claude-Lelouch.
Dans le cadre de la construction du nouvel Hippodrome de Longchamp (2016-2018), son concepteur, l'architecte Dominique Perrault, indique que la tribune du Pavillon, tribune historique datant de 1921 réalisée par Charles Adda, sera réhabilitée en vue de lui redonner son aspect d'origine. Il précise également que la promenade des « planches » avec ses larges ombrelles de métal imaginée dans le nouveau bâtiment rappelle volontairement celle des Planches de Deauville, forme d'hommage à travers le temps à son confrère[réf. souhaitée].
Charles Adda est inhumé à Paris au cimetière Montparnasse dans un monument art déco réalisé en 1933 (Registre des Inhumations, Division 10, allée 2, place 36).[réf. nécessaire]

## Principales réalisations
- 1904-1923 : Hippodrome de Chantilly.
- 1905-1906 : Hôtel particulier du comte de Quincey, avenue Victor-Hugo, 92200 Neuilly-sur-Seine.
- 1906-1923 : Usine de la biscuiterie Belin, 17-25 rue Charles-Graindorge, 93 Bagnolet[3].
- 1908 : Immeuble, 48, avenue du Président-Wilson, 75116 Paris.
- 1909 : Immeubles 51-53, avenue de la Marne, 92600 Asnières

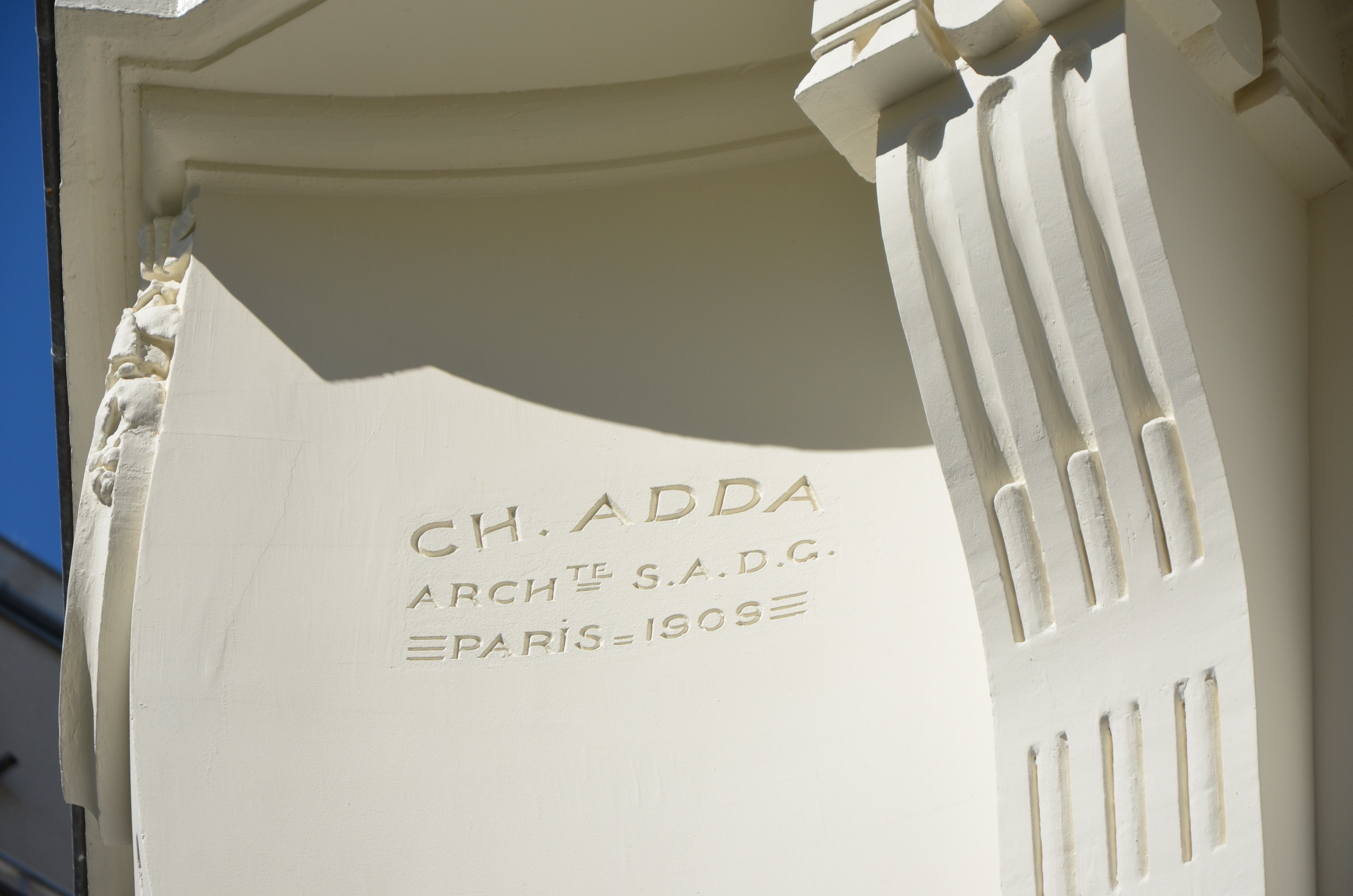
51 avenue de la Marne, Asnières.

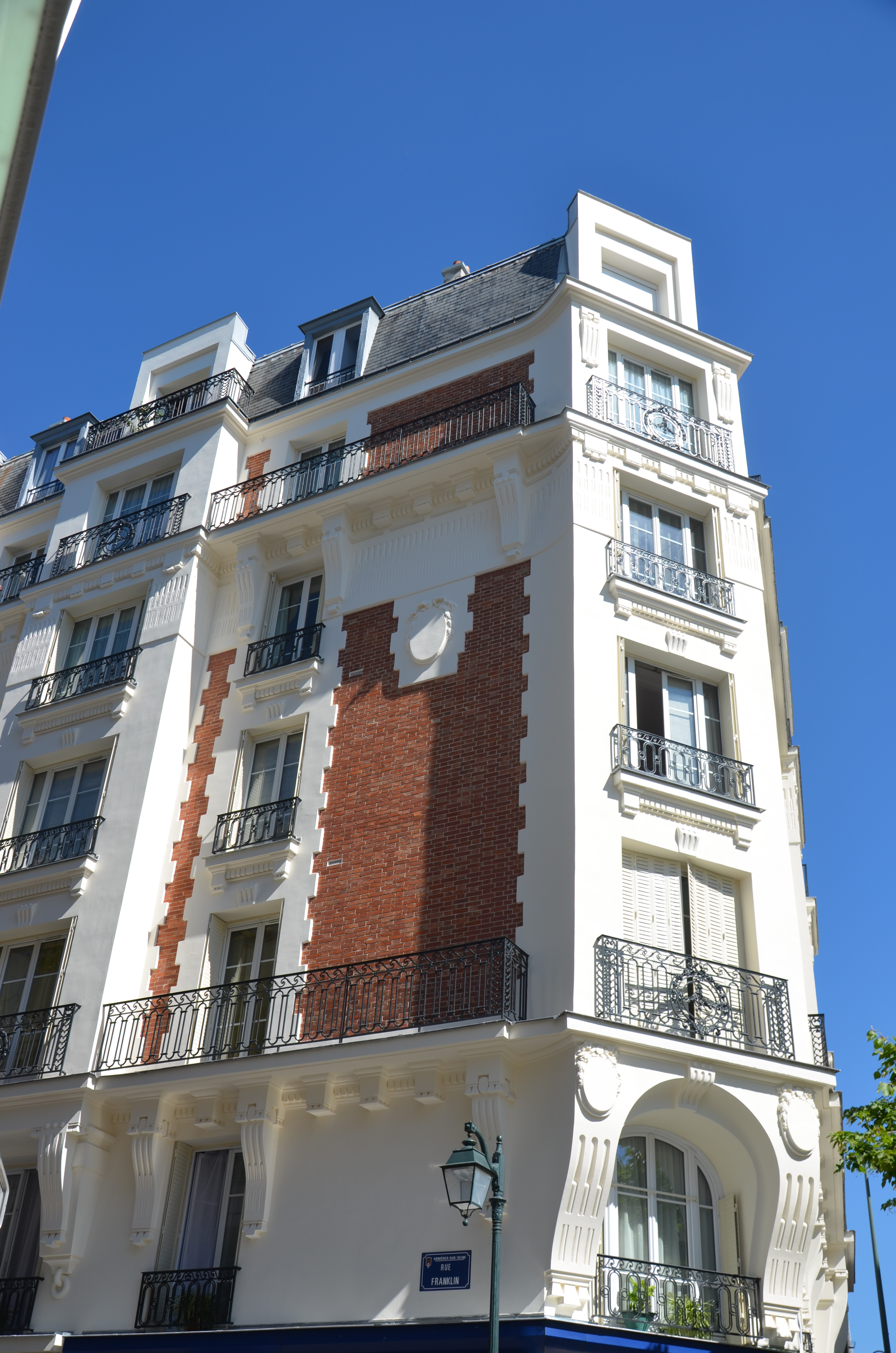
51 avenue de la Marne, angle avec la rue Waldeck-Rousseau.

- 1910 : Hôtel particulier du duc de Gramont, avenue Henri-Martin, 75116 Paris. Démoli en 1964[4].
- 1910-1913 : Immeuble, 2, place Marcel-Aymé, 75018 Paris.

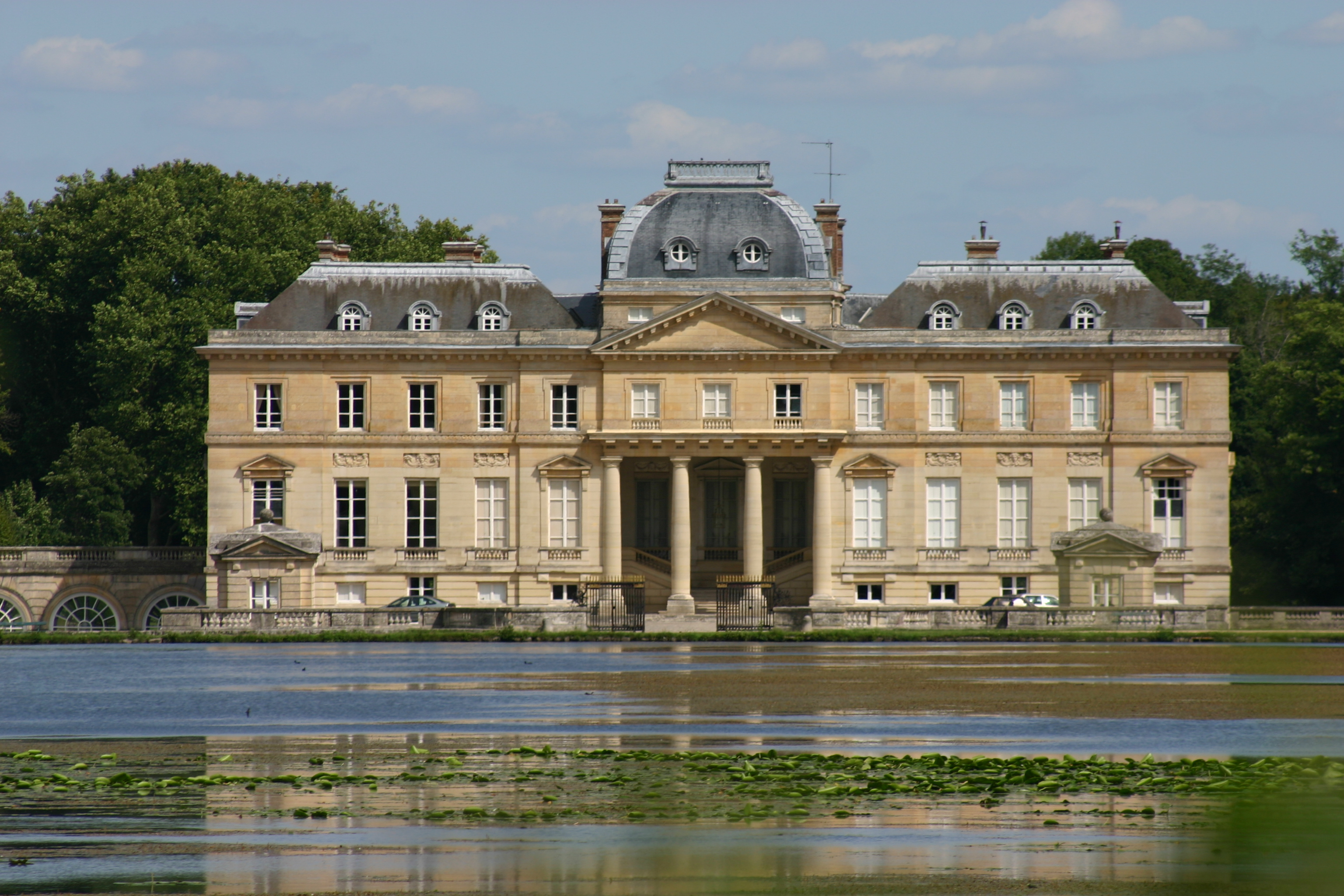
Château du Marais.

- 1910-1916 : Aménagements dans la propriété du comte et de la comtesse Greffulhe, 8-10, rue d'Astorg, 75008 Paris (immeuble détruit).
- 1911 : Hôtel particulier Lucien Kahn, 5, rue du Général-Appert, 75116 Paris. Actuelle résidence de l'ambassadeur du Pakistan à Paris.
- 1912 : Immeuble, 1, rue de Vaugirard, 75006 Paris.
- 1912 : Immeubles mitoyens, 4, rue des Belles-Feuilles, 6, rond-point de Longchamp (aujourd'hui place de Mexico), 16 et 18, rue des Sablons, 75116 Paris.
- 1912 : Immeuble, 16, rue Ampère, 75017 Paris.
- 1912-1914 : Immeuble, 2, rue Pauline-Borghèse, 92200 Neuilly-sur-Seine.
- 1914 : Rénovation du château du Marais, propriété de la duchesse de Talleyrand.
- 1919-1921 : Grande tribune de Longchamp.
- 1922-1924 : Immeuble des magasins « Maison Émile Bloch », esplanade de Nîmes 30000.
- 1923-1924 : Bains, cabines de mer et Planches, 14800 Deauville.
- 1925-1926 : château de Saint-Thaurin, à Luzarches 95270 ;
- 1924-1927 : Villas, 72 et 74, rue Albert-Fracasse & 2, rue du Venezuela, 14800 Deauville.
- 1928-1930 : Aménagement hôtel particulier Toubiana, 92100 Boulogne-Billancourt.
- 1929-1934 : Manoir du Coudray (aujourd'hui manoir des Quatre Temps), 14140 Prêtreville.

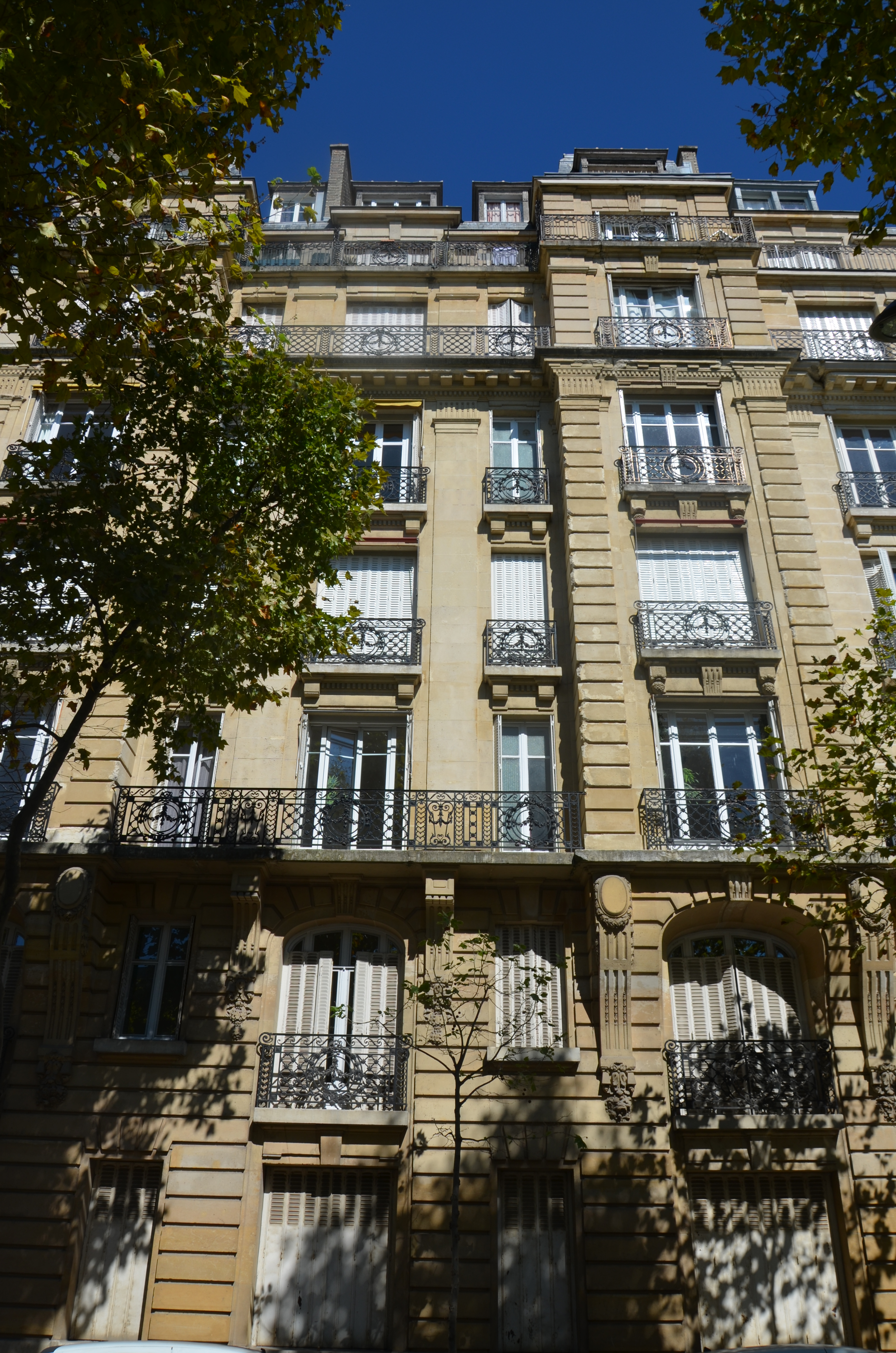
2 rue Borghese, Neuilly-sur-Seine (façade principale)

Usines et magasins divers.

## Liens externes

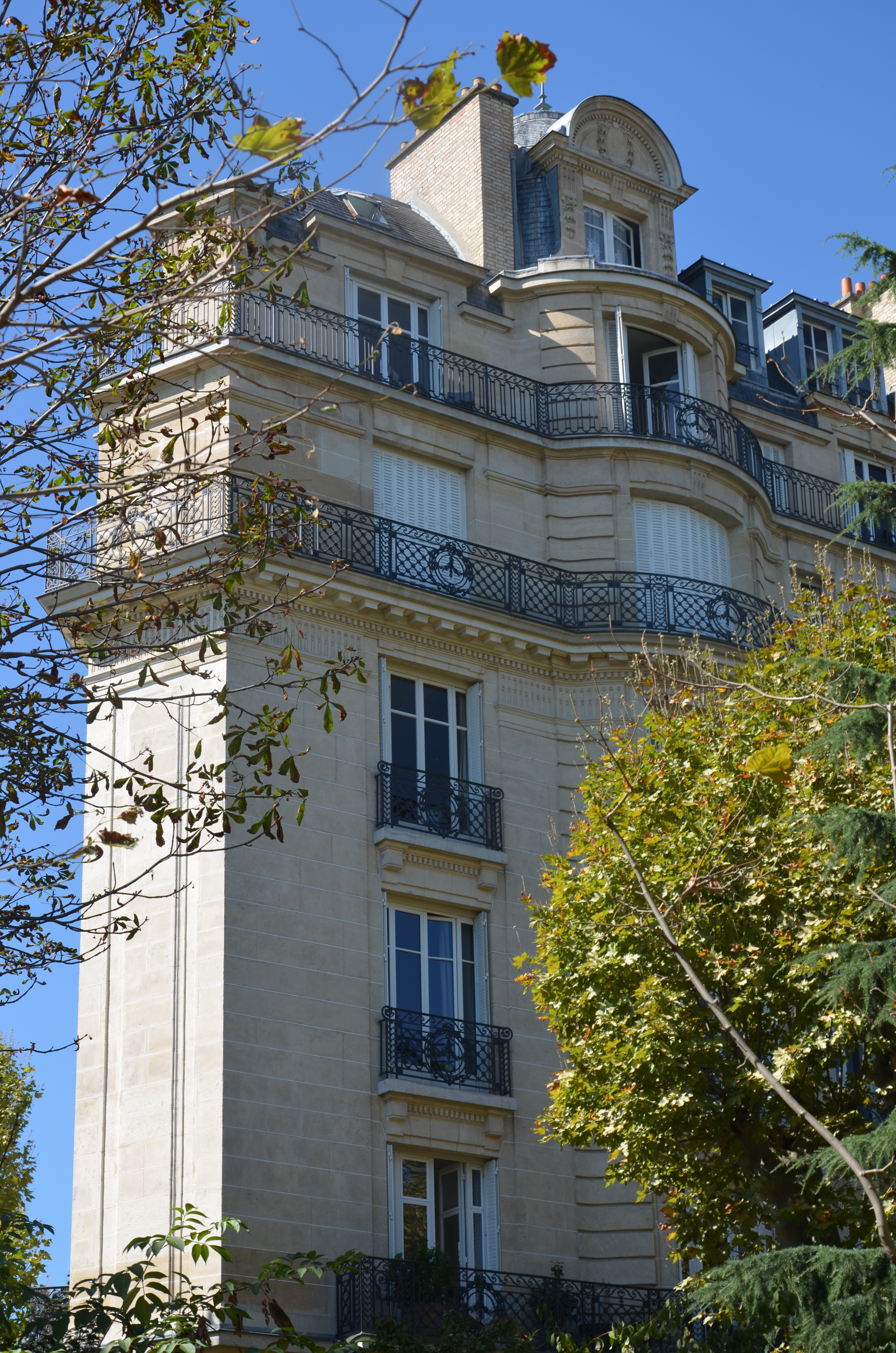
2 rue Borghese, Neuilly-sur-Seine (façade latérale, boulevard Victor Hugo).